# Iva Majoli
Iva Majoli (Zagreb, 12 de agosto de 1977) é uma ex-tenista profissional da croata que venceu o Torneio de Roland Garros de 1997 e que alcançou em 1996 o 4º lugar mundial de simples no ranking da WTA.
Majoli ganhou 8 títulos na carreira e sua maior conquista foi o título de simples do Torneio de Roland Garros em 1997, quando com apenas 19 anos surpreendeu a todos em Roland Garros, ganhando a final de 1997 da tenista sensação do momento e então número 1 do mundo Martina Hingis na decisão, em 2 sets (6-4, 6-2). Com essa vitória, Majoli rompeu todas as expectativas, e, jogando uma das melhores partidas de sua carreira, conseguiu interromper a marca de 37 vitórias consecutiva de Martina Hingis. Majoli terminou a temporada de 1997 no sexto lugar mundial da WTA.
Jogou seu melhor tênis sendo uma adolescente, alcançando em 1996 o 4º lugar no ranking da WTA. Contudo, depois de chegar as quartas de final no Roland Garros de 1998, não conseguiu mais alcançar a 3ª rodada de um torneio de Grand Slam. Já em 1999, passou por uma cirurgia no ombro direito e saiu do top 100 mundial, desde então, seu jogo foi declinando progressivamente, chegando a cair até o 131º lugar no ranking em 2003. Nos últimos anos de sua carreira, Majoli sofreu uma série de lesões que a impediram de retornar a forma adequada.
Majoli anunciou sua retirada do circuito em 12 de junho de 2004. Em 2006, dois anos depois de ter encerrado a carreira, anunciou que estava grávida e esperava o nascimento de seu primeiro filho. Se casou com Stipe Marić em 9 de setembro de 2006. Jennifer Capriati e Mary Pierce assistiram seu casamento. Em novembro de 2006, ela teve sua primeira filha, Mia.

## Finais de Grand Slam

#### Simples: 1 (1–0)
| Resultado    | Ano  | Campeonato       | Piso   | Oponente       | Placar   |
| ------------ | ---- | ---------------- | ------ | -------------- | -------- |
| Campeã (1/1) | 1997 | Aberto da França | Saibro | Martina Hingis | 6–4, 6–2 |

## Títulos (11)

### Simples (10)
| Legenda                |
| Grand Slam (1)         |
| Campeonatos da WTA (0) |
| Tier I (3)             |
| Tier II (4)            |
| Tier III (0)           |
| Tier IV & V (0)        |
| Títulos da ITF (2)     |

| No. | Data                    | Torneio                                     | Piso        | Oponente na final       | Resultado da final |
| 1.  | 21 de junho de 1992     | St. Simons, Geórgia, Estados Unidos         | Saibro      | Beverly Bowes-Hackney   | 7–6(7), 7–6(5)     |
| 2.  | 19 de julho de 1992     | Evansville, Indiana, Estados Unidos         | Duro        | Ai Sugiyama             | 6–3, 6–1           |
| 3.  | 8 de outubro de 1995    | Zurique, Suíça                              | Carpete (I) | Mary Pierce             | 6–4, 6–4           |
| 4.  | 15 de outubro de 1995   | Filderstadt, Alemanha                       | Duro (I)    | Gabriela Sabatini       | 6–4, 7–6(4)        |
| 5.  | 4 de fevereiro de 1996  | Tóquio, Japão                               | Carpete (I) | Arantxa Sánchez Vicario | 6–4, 6–1           |
| 6.  | 25 de fevereiro de 1996 | Essen, Alemanha                             | Carpete (I) | Jana Novotná            | 7–5, 1–6, 7–6(6)   |
| 7.  | 23 de fevereiro de 1997 | Hanôver, Alemanha                           | Carpete (I) | Jana Novotná            | 4–6, 7–6(2), 6–4   |
| 8.  | 4 de maio de 1997       | Hamburgo, Alemanha                          | Saibro      | Ruxandra Dragomir       | 6–3, 6–2           |
| 9.  | 8 de junho de 1997      | Aberto da França                            | Saibro      | Martina Hingis          | 6–4, 6–2           |
| 10. | 21 de abril de 2002     | Charleston, Carolina do Sul, Estados Unidos | Saibro      | Patty Schnyder          | 7–6(5), 6–4        |

### Duplas (1)
| No. | Data                    | Torneio       | Piso    | Parceiro                  | Oponentes na final                      | Resultado na final |
| 1.  | 11 de fevereiro de 2001 | Paris, França | Carpete | Virginie Razzano (França) | Kimberly Po & Nathalie Tauziat (França) | 6–3, 7–5           |

## Finalista

### individuais (9)
- 1994: Osaka (perdeu para Manuela Maleeva-Fragnière)
- 1994: Barcelona (perdeu para Arantxa Sánchez Vicario)
- 1994: Essen (perdeu para Jana Novotná)
- 1995: Barcelona (perdeu para Arantxa Sánchez Vicario)
- 1996: Paris (perdeu para Julie Halard-Decugis)
- 1996: Leipzig (perdeu para Anke Huber)
- 2000: Kuala Lumpur (perdeu para Henrieta Nagyova)
- 2001: Quebec (perdeu para Meghann Shaughnessy)
- 2002: Bol (perdeu para Åsa Svensson)

### Duplas (4)
- 1995: Linz (com Petra Schwarz) (perdeu para Meredith McGrath e Nathalie Tauziat)
- 1995: Barcelona (com Mariaan de Swardt) (perdeu para Arantxa Sánchez Vicario e Larisa Neiland)
- 1995: Rogers Cup (com Martina Hingis) (perdeu para Gabriela Sabatini e Brenda Schultz-McCarthy)
- 1997: Hamburgo (com Ruxandra Dragomir) (perdeu para Anke Huber e Mary Pierce)

## Performance nos Grand Slam - simples
| Tourneios                 | 1992  | 1993  | 1994  | 1995  | 1996  | 1997  | 1998  | 1999  | 2000  | 2001  | 2002  | 2003  | Carreira SR |
| ------------------------- | ----- | ----- | ----- | ----- | ----- | ----- | ----- | ----- | ----- | ----- | ----- | ----- | ----------- |
| Aberto da Austrália       | A     | A     | A     | A     | QF    | 1R    | 3R    | A     | A     | 3R    | 2R    | 1R    | 0 / 6       |
| Aberto da França          | A     | 4R    | 4R    | QF    | QF    | W     | QF    | A     | 2R    | 1R    | 2R    | 2R    | 1 / 10      |
| Wimbledon                 | A     | A     | 1R    | 1R    | A     | QF    | 2R    | A     | A     | 1R    | 3R    | 1R    | 0 / 7       |
| Aberto dos Estados Unidos | 2R    | 2R    | 4R    | 1R    | 1R    | 2R    | 2R    | 1R    | A     | 3R    | 3R    | 1R    | 0 / 11      |
| SR                        | 0 / 1 | 0 / 2 | 0 / 3 | 0 / 3 | 0 / 3 | 1 / 4 | 0 / 4 | 0 / 1 | 0 / 1 | 0 / 4 | 0 / 4 | 0 / 4 | 1 / 34      |

A = não participou do torneio.
SR = número de torneio de simples vencidos / total de torneios disputados.